# Moarigó
A moarigó vagy új-zélandi rigó (Turnagra capensis) a madarak (Aves) osztályának a verébalakúak (Passeriformes) rendjébe, ezen belül a sárgarigófélék (Oriolidae) családjába tartozó kihalt faj.
A Turnagra madárnem típusfaja.

## Előfordulása
Új-Zéland déli szigetén élt. Kihalását feltehetőleg a betelepített állatok, az erdőirtás és a vadászat okozta, ahogy a madárnem másik fajáét, a Turnagra tanagráét is.

## Alfajai
- Turnagra capensis capensis (Sparrman, 1787)
- Turnagra capensis minor J. H. Fleming, 1915

Egyes rendszerezők a Turnagra tanagra nevű fajt is a moarigó alfajának tekintik.

## Megjelenése
A hasi része főként fehér, sárgás csíkozással; testének többi része olajbarna.

## Képek

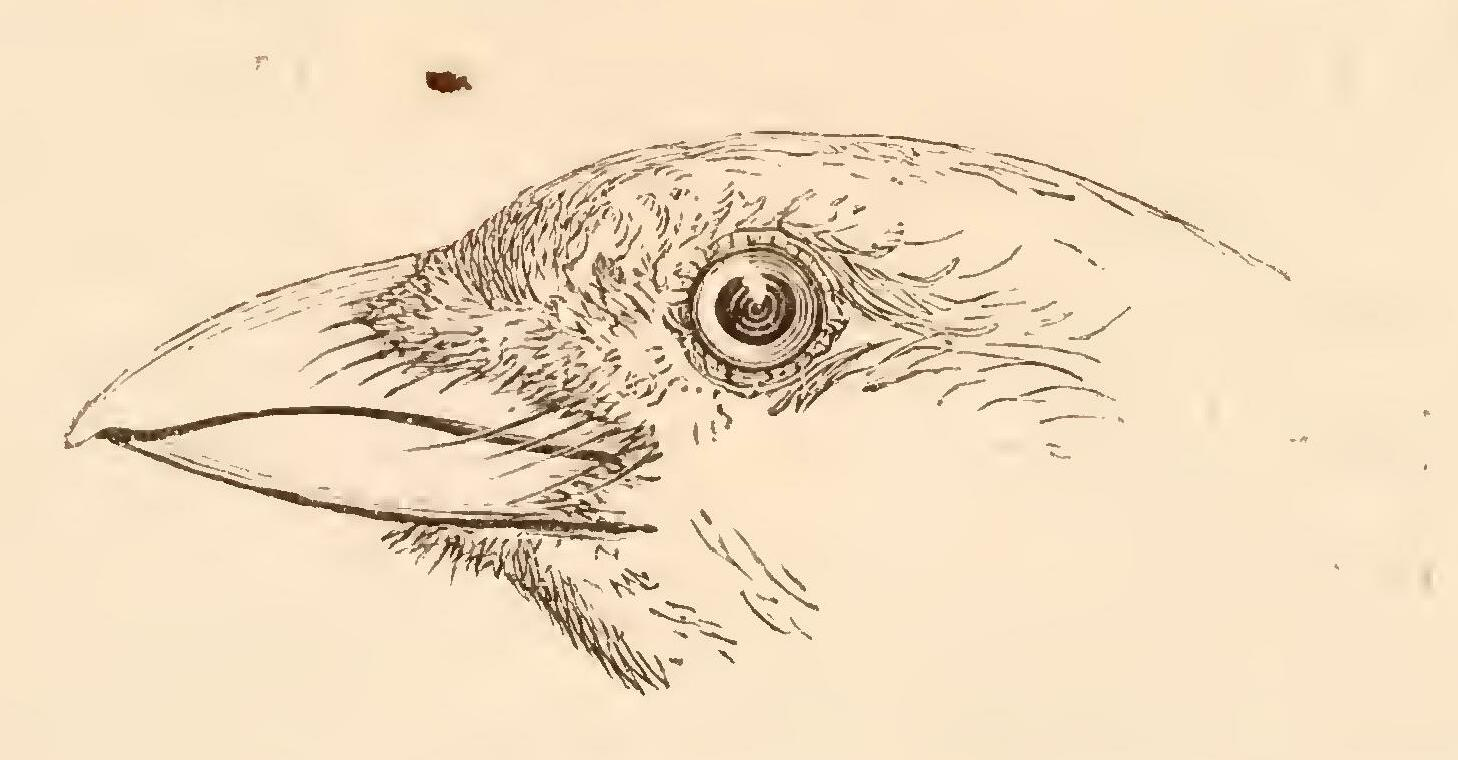
portré
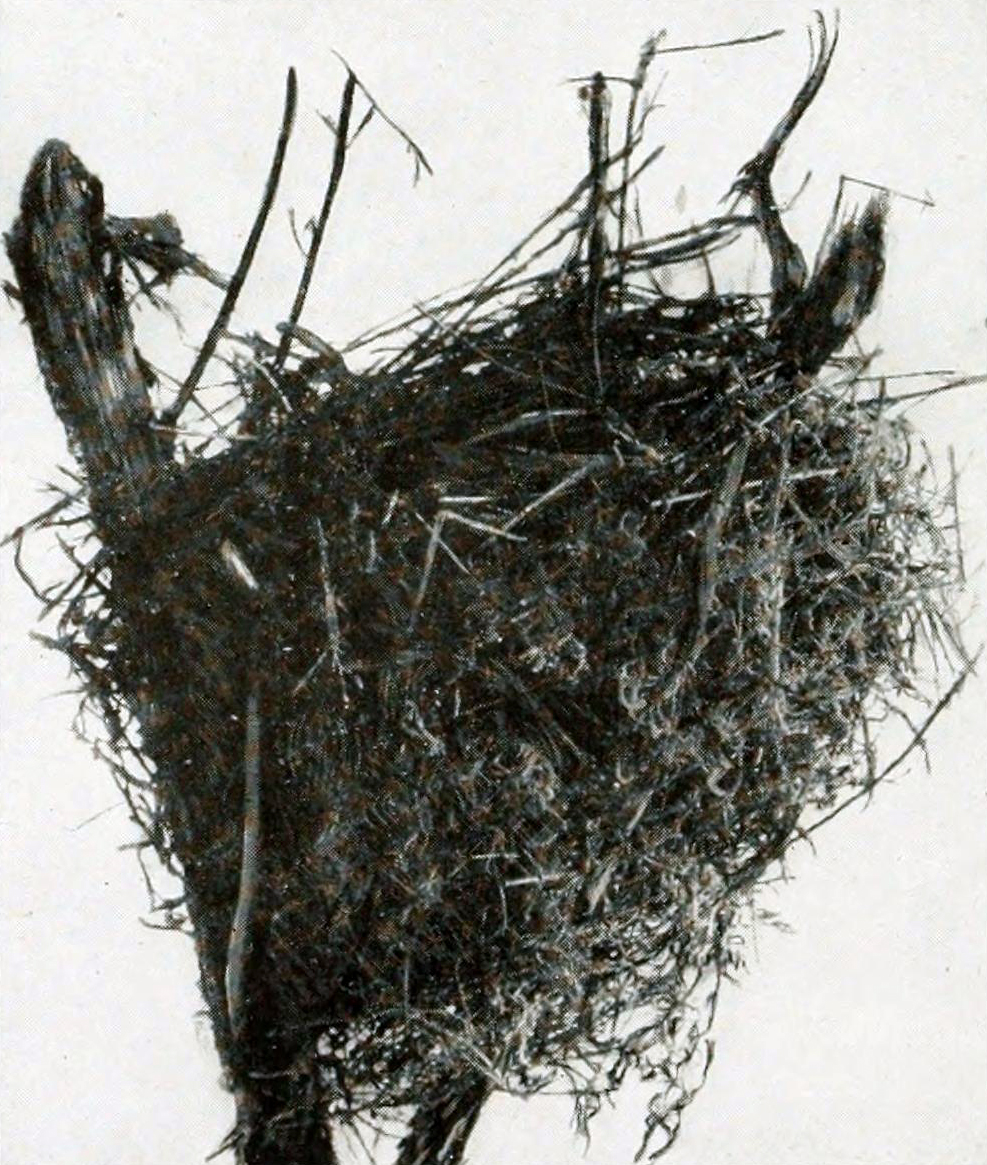
fészke

### Fordítás
- Ez a szócikk részben vagy egészben  a   South Island piopio című angol Wikipédia-szócikk ezen változatának fordításán alapul.  Az eredeti cikk szerkesztőit annak laptörténete sorolja fel. Ez a jelzés csupán a megfogalmazás eredetét és a szerzői jogokat jelzi, nem szolgál a cikkben szereplő információk forrásmegjelöléseként.